# Дуга
Дуга је оптичка и метеоролошка појава који се појављује на небу, када се сунчеви зраци преламају кроз ситне водене капи, најчешће након кише. Дуга се обично види на застору кишних капи када посматрач стоји окренут леђима Сунцу и гледа у смеру тога застора. Зраци светлости се тада разлажу на своје основне компоненте, стварајући оптичку представу у виду траке различитих боја, што у ствари представља спектар светлости. Унутрашња-примарна дуга настаје када се сунчев зрак једном преломи са полеђине капљице. Плава светлост се прелама под већим углом него црвена светлост, али због рефлексије са полеђине капи, плава светлост излази под мањим углом од црвене. Зато је плава боја са унутрашње стране, а црвена са спољашње стране примарне дуге. Спољашња-секундарна дуга настаје када се сунчев зрак двоструко преломи са полеђине капљице. Плава светлост се прелама под већим углом па је стога она са спољашње стране, а црвена са унутрашње стране секундарне дуге.
Средина лука лежи на црти која спаја посматрачево око с извором светлости, и то тако да отклон црвеног зрака, због лома и одбијања, износи 42°, а за плави зрак 40°, па се под тим отклоном и види лук главне дуге. Унутрашњи лук секундарне дуге види се под углом од 52°. Дуга се може појавити и на магленим капљицама, распршеним капљицама водопад и на капљицама росе (бела дуга). Делимично тумачење главне дуге дао је већ у 16. веку Марк де Доминис, а нешто касније потпуно тумачење дали су Рене Декарт и Исak Њутн. Потпунију теорију о дуги развили су енглески астроном Џорџ Бидел Ери (1837) и аустријски метеоролог Јосеф Марија Пертнер (1897).

## Видљивост
Дуга се може посматрати кад год постоје капи кише у атмосфери а Сунце своје зраке одсијава кроз капи. Дуга заправо не постоји на одређеној локацији, већ зависи од места са ког се посматра. Често се може видети поред водопада, фонтана или кроз маглу. У добрим условима видљивости (тамни облак иза дуге) може се јасно видети и секундарна дуга, која је једва видљива на плавом небу. Како се Сунце диже изнад хоризонта, посматрач види све мањи део дуге, и супротно, када је посматрач на већој надморској висини, нпр. у авиону, није немогуће видети цео кружни лук дуге.

## Објашњење
Свјетлост се најпре прелама на површини капи кише, потом једном са унутрашње стране капи под одређеним углом, и опет на површини капи. Износ угла за који се прелама сунчев зрак, тј. индекс преламања свјетлости управо зависи од своје таласне дужине, а не зависи од величине капи. Ова појава се назива дисперзија. Најинтензивнија свјетлост се прелама под углом од 42°, и сви зраци који се одбију под истим углом дају сноп свјетлости који представља одређену боју. Зраци одбијени под углом од 42° стварају црвени сноп свјетлости, зраци одбијени под углом од 40° стварају сноп љубичасте свјетлости, а сви зраци одбијени између 40° и 42° дају различите нијансе између ових двеју боја. Све оне заједно представљају спектар светлости.
Рене Декарт је 1637. први протумачио настанак дуге рефлексијом и ломом Сунчевих зрака у воденим капљицама. Ту је теорију допунио Исак Њутн, те у 19. веку Џорџ Бидел Ери. Настанак дуге најчешће се тумачи минималним отклоном зрака светлости, који доживи посматрани зрак светлости пролазом кроз кишну капљицу.
Монохроматски зрак светлости који пада на капљицу мења свој смер због лома и након одбијања излази из капљице, па је укупна промена смера зрака светлости за угао D, а он за једноструку рефлексију (главна дуга) износи:
{\displaystyle D=2\cdot (u-1)+(\pi -2\cdot l)}
а при двострукој рефлексији (споредна дуга):
{\displaystyle D=2\cdot (u-1)+2\cdot (\pi -2\cdot l)}
За крајње дужине таласа зрака светлости могу се одредити угаони полувредности лука дуге око Сунцу супротне тачке (антисоларна тачка) и они су приказани у таблици (угаоне полувредности лукова дуге описаних око антисоларне тачке):
| Лук дуге      | Црвени (λ = 656 ) | Љубичасти (λ = 405 ) |
| ------------- | ----------------- | -------------------- |
| Главне        | 48° 18’           | 40° 36’              |
| Споредне      | 50° 40’           | 53° 36’              |
| Преве додатне | 138° 00’          | 142° 08’             |

Кад паралелан сноп Сунчевих зрака обасја кишну капљицу, тад поједини зраци у снопу имају упадне углове на истој капљици. За зраке које задовољавају услов минималног отклона јачине (интензитета) светлости је највећи, и ти зраке чине главну дугу. Минимални отклон код једне рефлексије у капљици је приближно 139°, па стога угаона полумера лука дуге износи отприлике 180° - 139° = 41°. Љубичасти зраци се отклањају више него црвени, па се стога налазе на унутрашњој страни дуге. Код споредне је дуге због двоструке рефлексије јачина боја слабија, минимални отклон износи 232°, а кутна полумера 52°. Црвена боја се отклања мање неголи љубичаста, па је на унутрашњој страни. Код додатних дуга светлост дуге је потпуно слаба, па се најчешће и не запажа.
Приказана теорија дуге не уважава таласна природу светлости па је несавршена. Због таласне природе светло се шири неједнаким путевима у капљици, па првобитно раван фронт таласа (пре уласка снопа зрака у капљицу) након изласка из капљице постаје закривљен. Елементарни таласи светлости који произлазе из ове фронтове таласа међусобно интерферирају, чиме на неким местима настаје највећа јакост, и то у нешто већој удаљености од Сунца него што даје Декартова теорија. Интерференцијски максимуми појединих боја међусобно се преклапају и дају мешане боје стварног лука дуге, а и низ светлосних прстенова унутар главног лука дуге. Сложености појаве доприноси и чињеница да у кишном појасу постоје кишне капљице различитих величина, па се преклапају интерферентни прстенови различитих класа капљица. Последица је тога да лук дуге није увек састављен из чистих, него и из мешаних боја.

### Терцијарна и квартарна дуга
Поред примарне и секундарне дуге које се могу видети у супротном смеру од кретања Сунчевих зрака, могуће је (али ретко) видети терцијарну и квартарну дугу у истом смеру кретања Сунчевих зрака.

### Монохроматска дуга
Повремено може да се деси да краће таласне дужине, попут оних које има плава или зелена свјетлост, буду расејане, а да даље расејање, нпр. изазвано кишом, доводи до стварања ретке, монохроматске дуге, као што је, бела дуга, под месечином.

## Оптика атмосфере
Оптика атмосфере је грана метеорологије која проучава појаве настале ломом светлости, одбијањем (рефлексијом), распршивањем и дифракцијом светлости у Земљиној атмосфери (боја неба, дуга, венац или корона око Сунца и Месеца, хало, лажно Сунце, Сунчев стуб, глорија, ваздушно огледање, фатаморгана, мираж, појава сумрака, алпског жара, треперења звезда, зеленог бљеска, астрономска и терестрална рефракција, депресија обзора и др.). Оптика атмосфере проучава и појаве које су последица перспективе: привидни облик небескога свода, површине диска Сунца и Месеца при њихову излажењу и залажењу и др.

## Историја
Грчки научник Аристотел (384—322. п. н. е.) први је посветио нарочиту пажњу дугама.
Касније римски филозоф Сенека Млађи посвећује читаву књигу дуги, пише о запажањима и поставља хипотезе. Примећује да се дуге увек јављају насупрот Сунцу и говори да дуге могу да настану преламањем свјетлости код призме. Узима у обзир две теорије: једна, да дуга настаје преламањем свјетлости кроз сваку кап кише, а друга, да настаје преламањем свјетлости кроз облак, као кроз конкавно огледало.
Научници потом, претпостављају да Сунце, као извор свјетлости, преламањем својих зракова од капи кише у атмосфери, ствара концентричне кружнице боја у оку посматрача, међутим његова теорија није призната у то време.
А-Фардијски дао је математички најзадовољавајућије објашњење. У свом експерименту, посматрао је преламање свјетлости кроз стаклену сферу испуњену водом, с тим што је изоставио преламање свјетлости кроз стакло. Његово истраживање имало је великог одјека. Њутн је спровео сличан експеримент, само преламањем свјетлости кроз призму.
Роџер Бејкон је писао о преламању свјетлости кроз капи влаге и стварању дуге. Први је одредио величину угла за који се зраци одбијају од капи, и навео да се дуга не може појавити на више од 42° изнад хоризонта.
Теодор Фрајбург је установио да када сунчева светлост пада на појединачне капи влаге, зраци се два пута преламају (на улазак и излазак) и једном рефлектују (на задњој капи) пре преноса у оку посматрача. Он је објаснио је секундарну дугу кроз сличну анализу која укључује два преламања и две рефлексије.
Декарт је подржао ову теорију и додатно објаснио да примарна дуга настаје када се зрак једном рефлектује, а секундарна када се зрак двоструко рефлектује са полеђине капи.
Исак Њутн је показао да је бела светлост састоји од светлости свих дугиних боја, које стаклена призма раздваја у пуном спектру боја. Он је такође показао да се црвена светлост прелама мање од плавог светла, што је довело до првог научног објашњења главних одлика дуге.
Томас Млади поставио је теорију да се светлост понаша као талас, под одређеним условима, и да може ометати себе.
Напредак рачунарских метода и оптичких теорија доводе до потпуног разумевања дуге.

## Веровања
Дуга има облик широког лука на хоризонту, па се дуго веровало да је материјалне и/или магијске природе. Изрази „ходати по дуги“ и „далеко иза дуге“ означавају ово веровање и осликавају да је човек примећивао да се до ње не може „стићи“.
Захваљујући својој лепоти, недостижности и историјским тешкоћама у објашњавању овог феномена, дуга има своје место у легенди. У грчко-грчко-римској митологији сматрана је везом Земље и Неба. У кинеској митологији, дуга је прорез на небу који је направила богиња Нува користећи каменице од пет различитих боја. Још једно древно приказивање дуге дато је у Епу о Гилгамешу када је мајка Иштар подиже у небо као обећање да она „никада неће заборавити те дане великог потопа“ који уништише њену децу. Према Постању, после Нојевог потопа Бог је ставио дугу на небу као знак савеза Бога и људи. Често је приказивана на заставама, као симбол нове ере, наде или друштвене промене, за време ратова и других друштвених непогода, као симбол мира и другарства.